# Erwin Guido Kolbenheyer
Erwin Guido Kolbenheyer, född 30 december 1878 i Budapest, död 12 april 1962 i München, var en österrikisk författare. Han är inte översatt till svenska (2022).
Kolbenheyer gjorde sig känd med Amor dei (1908), en historisk-biografisk roman om Spinoza. Han utkom därefter med Meister Joachim (1910), en skildring från Jacob Böhmes tid, Montsalvasch (1912), en roman om samtida intellektuell ungdom, och en stor romantrilogi om Paracelsus (1917-25). Kolbenheyer var en filosofiskt lagd, grubblande och högtsyftande författare, vars historiska romaner var skrivna med ständig syftning på samtiden och dess problem. Han har även författat dikter (Lyrisches Brevier 1929), dramer och filosofiska skrifter.
I augusti 1934 publicerades ett upprop formulerat av Joseph Goebbels i NSDAP:s partiorgan Völkischer Beobachter. I korthet handlade detta om att offentligt visa Führern sin trohet. Det var undertecknat av namnkunniga författare, bildkonstnärer, konsthistoriker, arkitekter, skådespelare, musiker och tonsättare. Bland dem fanns Erwin Guido Kolbenheyer. 1938 blev han medlem i NSDAP.
Kolbenheyer återfanns mot slutet av kriget på propagandaministeriets lista över "gudabenådade" kulturskapare, den så kallade Gottbegnadeten-Liste, vilket skänkte honom ett extra skydd av staten och befriade honom från militär verksamhet.  